# アウレリア (小惑星)
アウレリア (419 Aurelia) は、小惑星帯に位置するとても大きな小惑星で、F型小惑星に分類される。
マックス・ヴォルフがハイデルベルクで発見した。命名の由来は不明である。